# Pierre Daninos
Pour les articles homonymes, voir Daninos.
Pierre Daninos, né le 26 mai 1913 à Paris et mort dans la même ville le 7 janvier 2005, est un écrivain et humoriste français principalement connu pour Les Carnets du major Thompson (1955).

## Biographie
Il est le fils de Maurice Daninos, administrateur de sociétés, et d'Andrée Ranovitz. Son frère Jean Daninos, industriel passionné d'automobiles, a créé en 1954 la toute dernière marque française de voitures de prestige et de sport Facel Vega.
Pierre Daninos effectue ses études au lycée Janson-de-Sailly à Paris. Dès 1931, il entre au Figaro.

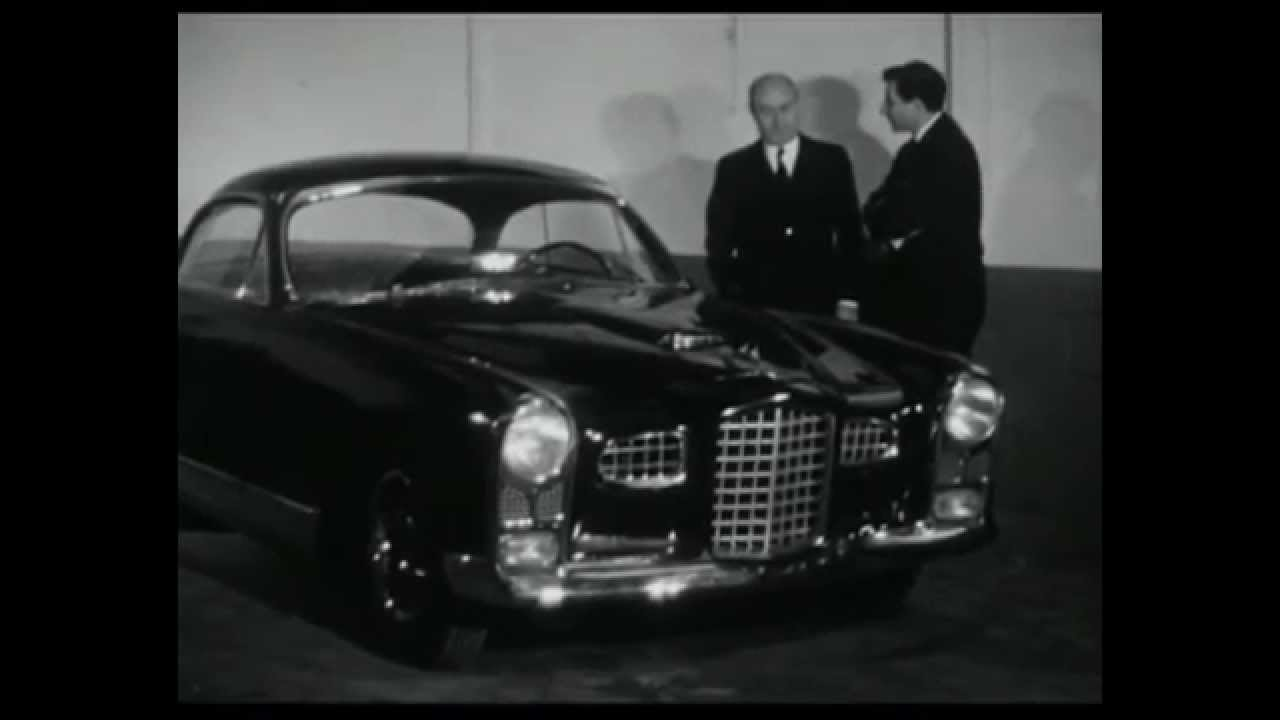
Son frère Jean Daninos présente en 1954 la première Facel Véga.

Son frère ainé, l'industriel Jean Daninos, PDG de la société anonyme Facel depuis 1945, lui demanda de trouver un nom pour la première voiture qu'il construisit : Pierre proposa deux noms inspirés des astres : Comète et Véga. Comète fut choisie en 1951 pour un coupé Ford sous-traité par « Facel », tandis que « Véga » fut retenu pour un projet de voiture de sport et de luxe, puis fut carrément accolé à celui de la société « Facel » pour lancer la prestigieuse marque Facel Vega .
Pendant la Seconde Guerre mondiale, Pierre Daninos participe à la bataille de France jusqu'à Dunkerque où il est agent de liaison avec l’armée britannique. Après l’armistice et la capitulation, il s’exile au Brésil à Rio où il écrit et publie son premier roman, Le Sang des hommes (1940). De retour à Paris, il fréquente les milieux littéraires et reprend sa profession d’avant-guerre, le journalisme, collaborant notamment au Figaro.
En 1947, il obtient le Prix Interallié pour Les Carnets du Bon Dieu.
Le prix Courteline récompensant l'humour cinématographique couronne Sonia, les autres et moi en 1952.
Son plus grand succès, Les Carnets du major W. Marmaduke Thompson (1954), se présente comme les carnets d’un major anglais de l'armée des Indes établi en France, dont Pierre Daninos ne serait que le traducteur, jouant avec ironie sur le décalage culturel existant entre la France et l’Angleterre. En 1953, Pierre Brisson, directeur du Figaro, avait confié une chronique décalée à Daninos qui décalqua le procédé des Lettres persanes de Montesquieu en 1721, avec un gentleman anglais caricatural observant les mœurs et le caractère des Français, à travers des comparaisons plus ou moins loufoques,.
Le livre est tiré à plus d'un million d'exemplaires en France dont plus de 300 000 en format Poche, et traduit dans vingt-sept pays,. Devenu une référence, on cite souvent ses formules savoureuses.
Une adaptation cinématographique, sous le titre The French, They Are a Funny Race, est réalisée par Preston Sturges en 1955.
Pierre Daninos publiera entre 1955 et 2000, quatre autres volumes du major Thompson.
Il publie également en 1967, Le 36° dessous qui est le récit autobiographique d'un épisode de dépression nerveuse qu'il connut à cette époque et réussit à en faire un sujet comique en évoquant les diverses distractions, cures, séances d'hypnose et autres conseils de « bons amis » qu'il subit en vain avant de sortir de son épisode dépressif.
En juin 1967, Pierre Daninos échappe de peu à la mort à la suite d'un accident automobile. Au volant de sa Daimler lors du retour d'un banquet d'anciens combattants, il est percuté par le général Jean  Noiret, né en 1902, frère du général Roger Noiret, qui avait pris l'autoroute à contresens. Daninos reste longtemps dans le coma, ce qu'il évoque largement dans son ouvrage Le Pyjama (1972).
En juin 1970, il tente de faire interdire la spécialité glacée « Danino », trouvant que cela ressemble trop à son patronyme et intente un procès au groupe Gervais-Danone ; il est débouté.
Il a également publié Un certain M. Blot (1960), consacré à un « Français moyen » qui passe de l'anonymat à la célébrité en gagnant un concours visant à désigner l'idéal du Français moyen, des ouvrages satiriques comme Les Carnets du Bon Dieu (1947), Le Jacassin (1962), Daninoscope (1963), Snobissimo (1964), La Galerie des glaces (1983) ou La France dans tous ses états (1985), des essais humoristiques sur les partis pris de ses contemporains.
Il est l'auteur de la phrase "Nous étions au bord de l'abîme, mais depuis, nous avons fait un grand pas en avant", souvent attribuée à de hautes personnalités politiques de manière caricaturale.
Il est inhumé au cimetière du Père-Lachaise (44e division).

### Vie privée
Il se marie en premières noces avec Jeanne Marrain (1907-1988) dont il a trois enfants : Michèle, Christian, Florence. Le couple divorce et Daninos se remarie le 22 octobre 1968 avec Marie-Pierre Dourneau (1931-2016).

## Publications
- 1940 : Le Sang des hommes
- 1945 : Méridiens
- 1946 : Eurique et Amérope
- 1946 : Le Roi-Sommeil (réédité en 1956 sous le titre Passeport pour la nuit-Le roi sommeil).
- 1947 : Les Carnets du Bon Dieu Prix Interallié 1947
- 1949 : L’Éternel Second
- 1952 : Sonia, les autres et moi
- 1953 : Comment vivre avec ou sans Sonia
- 1954 : Les Carnets du major W. Marmaduke Thompson
- 1956 : Le Secret du major Thompson
- 1958 : Tout l’humour du monde
- 1958 : Vacances à tous prix, dessins de Jacques Charmoz
- 1960 : Un certain M. Blot, éd. Hachette
- 1962 : Le Jacassin, nouveau traité des idées reçues, folies bourgeoises et automatismes
- 1963 : Daninoscope
- 1964 : Snobissimo ou le Désir de paraître
- 1966 : Le 36e dessous
- 1968 : Le Major tricolore : redécouverte de la France et des Francais par le major W. Marmaduke Thompson - éditeur : Hachette
- 1970 : Sept variations sur le thème de la soif
- 1970 : Ludovic Morateur ou le Plus que parfait
- 1972 : Le Pyjama
- 1973 : Les Nouveaux Carnets du major W. Marmaduke Thompson
- 1974 : Les Touristocrates
- 1976 : La Première Planète à droite en sortant par la Voie lactée
- 1977 : Made in France
- 1979 : La Composition d’histoire
- 1981 : Le Veuf joyeux
- 1983 : La Galerie des glaces
- 1984 : Auto-mémoires
- 1985 : La France dans tous ses états -  éditeur : Hachette  -  (ISBN 2010088484)
- 1986 : La France prise aux mots - éditeur : Calmann-Lévy
- 1988 : Profession : écrivain - éditeur : Hachette -  (ISBN 9782010109003)
- 1988 : Roland Garros 88 - éditeur : Hachette -  (ISBN 9782851085382)
- 1992 : Candidement vôtre - éditeur : Le Pré aux clercs   -  (ISBN 2714428924)
- 1993 : 40 ans de vacances - éditeur : Hachette  -  (ISBN 2010207769)
- 1999: Ah, vous écrivez toujours ! - éditeur : Dauphiné libéré (Veurey) -  (ISBN 2911739183)
- 2000 : Les Derniers Carnets du major Thompson - éditeur : Plon -  (ISBN 9782259193733)

En collaboration avec d'autres auteurs :
- 1950 : Savoir-vivre international, Code de la susceptibilité et des bons usages à travers le monde
- 1953 : Le Tour du monde du rire
- 1958 : Tout l’humour du monde
- 1969 : Le Pouvoir aux enfants

## Adaptations de ses œuvres

### Au cinéma
- 1955 : Les Carnets du Major Thompson, d'après son roman éponyme, réalisé par Preston Sturges

### Au théâtre
- 1961 : Un certain monsieur Blot, d'après son roman éponyme, adapté par Robert Rocca, avec Jean Yanne, mise en scène René Dupuy, Théâtre Gramont (Paris)